# Cintas de septiembre
September Tapes es un mocumental coescrito y dirigido por Christian Johnston en su primer largometraje. Una revisión inicial del avance promocional de la película señaló que el metraje parecía "más real que el metraje de las noticias de la cadena".

## Distribución
La película se presentó por primera vez en el Festival de Cine de Sundance en enero de 2004, donde First Look Media adquirió los derechos de distribución mundial. En mayo del mismo año, se presentó en el Festival de Cine de Cannes.
La película se proyectó en muchos otros festivales de cine, entre ellos: el Festival de cine estadounidense de Deauville, Francia; el Festival Internacional de Cine documental de Copenhague, Dinamarca; el Festival de Cine Fantástico de Ámsterdam, Países Bajos; y otros.
La película está traducida a "Septiembre Negro" ("Septiembre Negro") para el público de habla hispana.